# Tempore qui longo steterit, male curret equus
 Tempore qui longo steterit, male curret equus лат. (изговор:  темпоре кви лонго стетерит, мале курет еквус). Коњ који је дуго времена стајао лоше ће трчати. (Овидије)

## Поријекло изреке
Изрекао велики римски пјесник Овидије у смјени старе  ере.

## Тумачење
За све је потребна кондиција. Континуитет је потребан и у одржавању физичке, али и интелектуралне спремности.